# 宮元宏彰
宮元 宏彰（みやもと ひろあき、1981年1月19日 -）は、東映アニメーション所属のアニメーション演出家、アニメ監督。石川県出身。

## 概要
2005年『ONE PIECE』での演出助手を経て、演出デビューから2008年5月4日放送分の352話『信念の命乞い!! アフロを守るブルック』よりシリーズディレクターに就任し、2008年10月から2015年2月まで（第373話 -第679話）まで2代目シリーズディレクター境宗久に代わり単独で担当。2016年7月には劇場版『ONE PIECE FILM GOLD』の監督を務めた。「プリキュアシリーズ」にも参加しており、2019年の『スター☆トゥインクルプリキュア』ではシリーズディレクターを担当。

## 主な作品リスト

### テレビアニメ
- 明日のナージャ（2003年、演出助手）
- ふたりはプリキュア（2004年、演出助手）
- ONE PIECE（2005年 - 2015年、シリーズディレクター・演出助手・絵コンテ・演出）
- キラキラ☆プリキュアアラモード（2017年 - 2018年、絵コンテ・演出）
- HUGっと!プリキュア（2018年、絵コンテ・演出）
- スター☆トゥインクルプリキュア（2019年 - 2020年、シリーズディレクター・絵コンテ・演出）
- ヒーリングっど♥プリキュア（2020年、絵コンテ）
- ドラゴンクエスト ダイの大冒険（2021年- 2022年、演出）
- トロピカル〜ジュ!プリキュア（2021年、絵コンテ）[2]
- 逃走中 グレートミッション（2023年、演出）
- デジモンビートブレイク（2025年、シリーズディレクター）

### 劇場アニメ
- ONE PIECE オマツリ男爵と秘密の島 (2005年、助監督)
- ONE PIECE FILM GOLD（2016年、監督）